# Procureur-postulant
Procureur-postulant was tussen de 16de en 18de eeuw een functie binnen rechtssystemen in West-Europa o.a. in de Nederlanden (Holland, Friesland, Vlaanderen, Brabant) en Frankrijk. Het was een in de praktijk opgeleide, niet juridisch geschoolde functionaris die particulieren bijstond. Aan het begin van de 16e eeuw kon een procureur-postulant nog procureur-generaal worden, bijvoorbeeld bij het Hof van Holland. Maar men hechtte steeds meer aan een universitaire opleiding en na 1520 kon een procureur-postulant daar niet meer doorstromen naar het ambt van procureur-generaal. Ook het Hof van Friesland ging de meestertitel als eis stellen.
Bij de lokale rechtbanken, de nedergerechten, kon de procureur-postulant nog wel de belangen van één van beide partijen behartigen. Door het ontbreken van de meestertitel werkten ze voor lagere tarieven dan afgestudeerde advocaten. Als men in hoger beroep ging bij het gerecht, dan kon de procureur-postulant daar zijn client echter niet meer bijstaan. 